# Club Sandwich (émission de télévision)
Club Sandwich est un bloc de programmes pour la jeunesse diffusé du 17 février 1990 à juin 1991 sur Antenne 2. Rediffusion partielle du 4 juillet 1992 au 5 septembre 1992 sur Antenne 2.

## Historique
Cette émission produite par Dominique Bigle qui lança l'émission Le Disney Channel sur FR3, reprend la même recette. Cette fois-ci c'est le personnage de Woody Woodpecker (Guy Piérauld) qui présente diverses séries issues du catalogue de Universal.

## Les séries
- La Reine de la jungle (en)
- Les Nouvelles aventures de Lassie (en)
- Jake Cutter
- Voyages au bout du temps

## Les dessins animés
- Le Woody Woodpecker Show
- Chilly Willy
- Andy Panda

## Autour de l'émission
À l'origine, la sitcom Charles s'en charge devait être programmée dans l'émission. Le titre Charles in charge apparaît au sommaire de l'émission du 22 septembre 1990 dans les magazines télé de l'époque. On aperçoit également divers extraits dans le générique dès septembre 1990.